# Vitesse in het seizoen 1960/61
Het seizoen 1960/1961 was het zevende jaar in het bestaan van de Arnhemse betaaldvoetbalclub Vitesse. De club kwam uit in de Eerste divisie A en eindigde daarin op de vierde plaats. Tevens deed de club mee aan het toernooi om de KNVB beker, hierin werd het team in de groepsfase uitgeschakeld..

## Wedstrijdstatistieken

### Eerste divisie A
|       | AGOVV | BVV   | D.F.C. | EDO   | Enschedese Boys | Fortuna | Helmondia '55 | Hermes DVS | HVC   | KFC   | Leeuwarden | Limburgia | RBC   | Stormvogels | Veendam | Volendam | De Volewijckers |
| ----- | ----- | ----- | ------ | ----- | --------------- | ------- | ------------- | ---------- | ----- | ----- | ---------- | --------- | ----- | ----------- | ------- | -------- | --------------- |
| Thuis | 4 – 1 | 3 – 0 | 1 – 0  | 5 – 1 | 2 – 1           | 4 – 1   | 3 – 1         | 3 – 1      | 4 – 1 | 1 – 2 | 0 – 0      | 1 – 0     | 5 – 1 | 5 – 1       | 4 – 2   | 3 – 2    | 1 – 2           |
| Uit   | 3 – 2 | 2 – 1 | 2 – 1  | 1 – 2 | 0 – 0           | 8 – 0   | 1 – 3         | 1 – 1      | 2 – 1 | 1 – 1 | 6 – 1      | 4 – 4     | 1 – 3 | 0 – 1       | 1 – 1   | 3 – 0    | 1 – 2           |

### KNVB beker
| Groepsfase                                             | DVC '26                                             | 0 – 1 (0 – 1) | Vitesse                                       |
| 14 augustus 1960 Plaats: Didam Sportpark De Nevelhorst |                                                     |               | Leo de Kleermaker                             |
| Groepsfase                                             | Vitesse                                             | 1 – 4 (1 – 2) | DOS                                           |
| 17 augustus 1960 Plaats: Arnhem Nieuw-Monnikenhuize    | Toon Huiberts 30' (pen.)                            |               | 25', 67' Bert Theunissen 38', 65' Sjaak Brokx |
| Groepsfase                                             | De Graafschap                                       | 3 – 3 (1 – 2) | Vitesse                                       |
| 30 oktober 1960 Plaats: Doetinchem De Vijverberg       | Gerrie Went Willem Weijkamp Evert van der Horst 89' |               | 1' Paul Koevoet 5' Toon Huiberts Paul Vet     |
| Groepsfase                                             | Vitesse                                             | 2 – 2 (1 – 0) | Heracles                                      |
| 12 februari 1961 Plaats: Arnhem Nieuw-Monnikenhuize    | Loek den Edel 20' Loek Feijen 58'                   |               | Hennie van Nee 85' Herman Vrielink            |

## Statistieken Vitesse 1960/1961

### Eindstand Vitesse in de Nederlandse Eerste divisie A 1960 / 1961
| Stand | Gespeeld | Gewonnen | Gelijk | Verloren | Punten | Doelpunten voor | Doelpunten tegen |
| ----- | -------- | -------- | ------ | -------- | ------ | --------------- | ---------------- |
| 4e    | 34       | 19       | 6      | 9        | 44     | 73              | 54               |

### Topscorers
| #                    | Naam                | Goal |
| -------------------- | ------------------- | ---- |
| 1.                   | Loek Feijen         | 12   |
| 2.                   | Henk Arendsen       | 10   |
| 2.                   | Loek den Edel       | 10   |
| 4.                   | Wim de Jongh        | 7    |
| 5.                   | Joop Ruiter         | 6    |
| 6.                   | Evert van der Horst | 5    |
| 6.                   | Epi Jansen          | 5    |
| 8.                   | Toon Huiberts       | 3    |
| 9.                   | Wim Jonkers         | 2    |
| 9.                   | Leo de Kleermaeker  | 2    |
| 9.                   | Theo Meeuwsen       | 2    |
| 9.                   | Ben Snelders        | 2    |
| 13.                  | Jan Veenstra        | 1    |
| 13.                  | Henk Vos            | 1    |
| Onbekende doelpunten |                     |      |
| –                    | Onbekend            | 5    |
| Totaal               | Totaal              | 73   |

| #      | Naam                | Goal |
| ------ | ------------------- | ---- |
| 1.     | Toon Huiberts       | 2    |
| 2.     | Loek den Edel       | 1    |
| 2.     | Loek Feijen         | 1    |
| 2.     | Evert van der Horst | 1    |
| 2.     | Leo de Kleermaker   | 1    |
| 2.     | Paul Koevoet        | 1    |
| Totaal | Totaal              | 7    |